# يمكنك أن تبقيه سرا؟
يمكنك أن تبقيهِ سرا؟ (بالإنكليزي ؟Can You Keep a Secret
) هو فيلم أمريكي كوميدي رومانسي، الفيلم من إخراج إليز دوران، استنادا إلى رواية تحمل نفس الاسم كتبها صوفي كينسيلا ، كتب السيناريو بيتر هتشينجز.
الفيلم من بطولة ألكسندرا داداريو وتايلر هوشلين .

## الممثلين والشخصيات
- ألكسندرا داداريو في دور إيما كوريجان
- تايلر هويكلين في دور جاك هاربر
- يهوذا فريدلاندر في دور ميك اب
- لافرن كوكس في دور سايبيل
- كيميكو غلين في دور جيما
- سونيتا ماني دور ليسي
- بوبي تيسدال في دور دوغ
- كيت ايستون في دور أرتميس
- ديفيد ايبرت في دور كونور
- روبرت كينغ كاسي

## روابط خارجية
- يمكنك أن تبقيه سرا؟ على موقع IMDb (الإنجليزية)
- يمكنك أن تبقيه سرا؟ على موقع ميتاكريتيك (الإنجليزية)
- يمكنك أن تبقيه سرا؟ على موقع روتن توميتوز (الإنجليزية)
- يمكنك أن تبقيه سرا؟ على موقع أول موفي (الإنجليزية)
- يمكنك أن تبقيه سرا؟ على موقع قاعدة بيانات الفيلم (الإنجليزية)
- يمكنك أن تبقيه سرا؟ على موقع ليتربوكسد (الإنجليزية)
- يمكنك أن تبقيه سرا؟ على موقع كينوبويسك (الروسية)